# Wawona (schooner)
Pour les articles homonymes, voir Wawona (homonymie).
Le Wawona était un trois-mâts goélette américain à voile aurique qui a navigué de 1897 à 1947 en tant que transporteur de bois et navire de pêche basé à Puget Sound. Ce trois-mâts était l'un des derniers survivants des goélettes à voile dans le commerce du bois de la côte ouest vers San Francisco en provenance de Washington, de l'Oregon et de la Californie du Nord.

## Historique
Wawona a été construit près d'Eureka en Californie, sur la baie de Humboldt par Hans Ditlev Bendixsen (en), qui était l'un des plus importants constructeurs navals de la côte ouest de la fin du XIXe siècle. Ses mâts mesuraient 110 pieds (34 m) de haut.
De 1897 à 1913, la goélette a transporté du bois des ports de Grays Harbor et de Puget Sound vers la Californie. De 1914 à 1947, sauf pendant la Seconde Guerre mondiale, Wawona a navigué vers la mer de Béring avec un équipage de 36 personnes pour pêcher la morue. 

### Préservation et démolition
En 1964, seize ans après la retraite du navire, un groupe de citoyens de Seattle, dirigé par Kay Bullitt (en), a formé Northwest Seaport (en) et a acheté le Wawona comme navire musée. La goélette a été rendue disponible pour des visites publiques pendant sa restauration en cours.
Elle était amarrée au Lake Union Park (en) à Seattle, à côté du Center for Wooden Boats (en). Il était inscrit au registre national des lieux historiques depuis 1970, au registre du patrimoine de l'État de Washington, et était un monument officiel de la ville.
Cependant, après l'échec des efforts pour restaurer le navire en décomposition, il a été démantelé en mars 2009.
Le seul voilier de transport de bois restant sur la côte ouest est le C.A. Thayer, qui se trouve à San Francisco, a achevé en 2018 une restauration de plusieurs millions de dollars sur plusieurs années par le National Park Service.

## Galerie

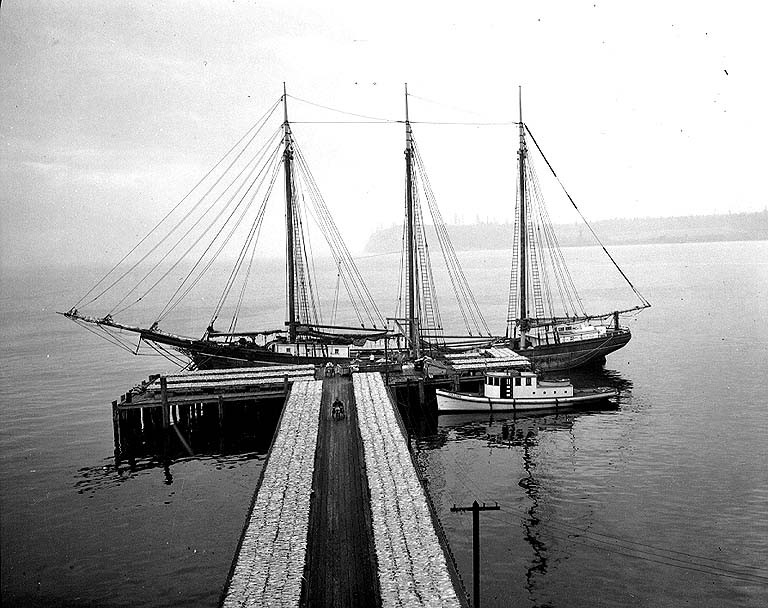
Wawona en 1915
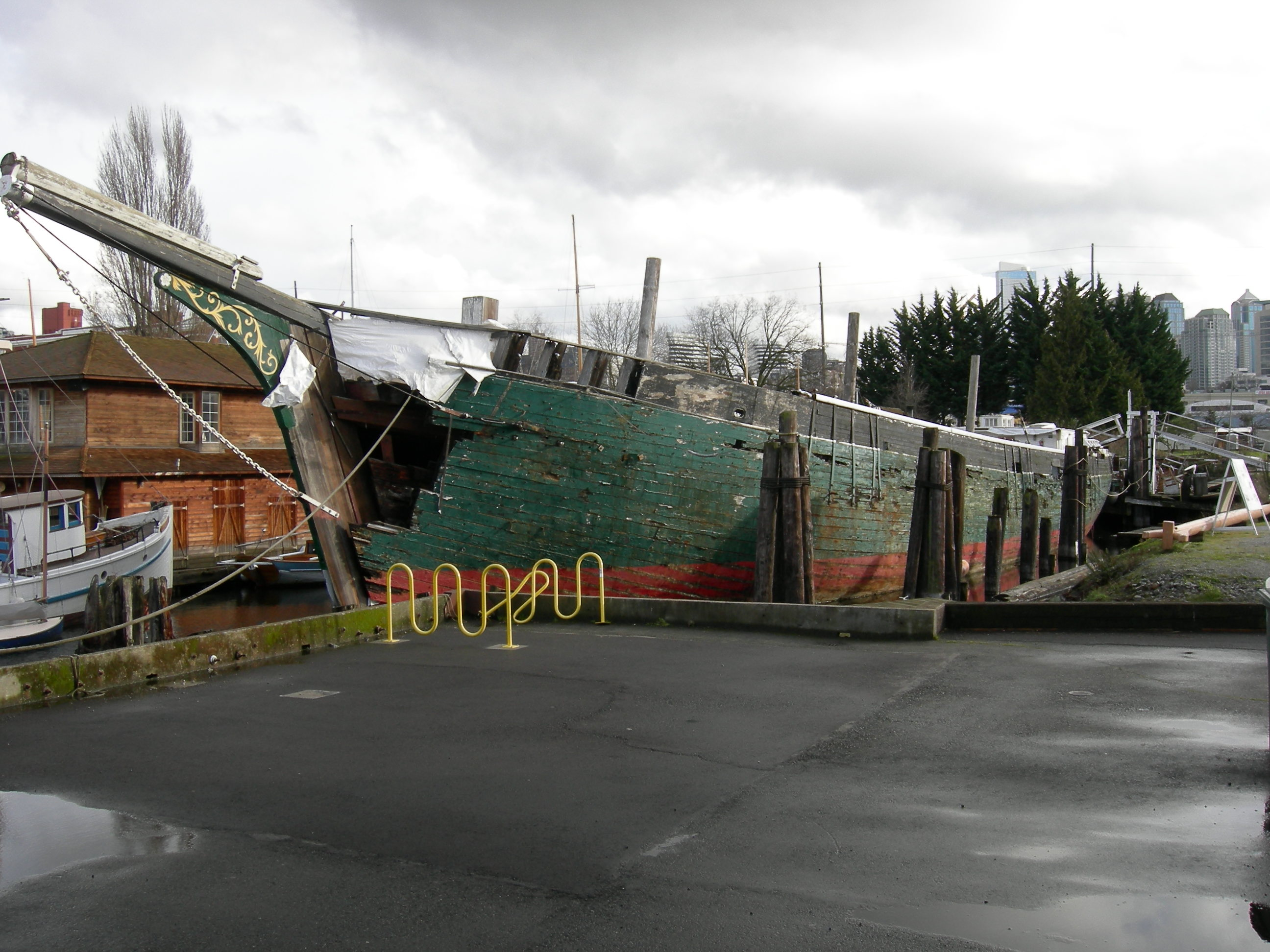
Wawona en 2007